# Banksiola concatenata
Banksiola concatenata är en nattsländeart som först beskrevs av Walker 1852.  Banksiola concatenata ingår i släktet Banksiola och familjen broknattsländor. Inga underarter finns listade i Catalogue of Life.